# 何文瑞
何文瑞（？—1651年），字憲卿，貴州黎平府黎平縣人，南明政治人物。

## 生平
何文瑞是何騰蛟的兒子，在隆武二年（1645年）於湖廣中舉人，獲授中書舍人，再賜進士、庶吉士。永曆帝繼位，他轉任簡討、侍讀，父親逝世後襲封定興侯，之後以兵部右侍郎、僉都御史監督胡一青軍隊。永曆五年（1651年），永曆帝前往南寧，何文瑞在崑崙關駐兵，拒守清朝士兵，數後月因瘴病逝世。

## 引用
1. 1 2  錢海岳《南明史·卷五十三·列傳第二十九》：（何騰蛟）子文瑞，字憲卿。隆武二年舉湖廣鄉試，授中書舍人，賜進士，改庶吉士。
2. ↑  錢海岳《南明史·卷五十三·列傳第二十九》：昭宗即位，遷簡討、侍讀，襲（定興）侯。以兵部右侍郎、僉都御史監（胡）一青軍。永曆五年，上幸南寧，屯兵崑崙關，拒清兵。數月，中瘴卒。